# BRMS1
BRMS1 (англ. Breast cancer metastasis suppressor 1) – білок, який кодується однойменним геном, розташованим у людей на короткому плечі 11-ї хромосоми. Довжина поліпептидного ланцюга білка становить 246 амінокислот, а молекулярна маса — 28 461.
| 10         |  | 20         |  | 30         |  | 40         |  | 50         |
| ---------- |  | ---------- |  | ---------- |  | ---------- |  | ---------- |
| MPVQPPSKDT |  | EEMEAEGDSA |  | AEMNGEEEES |  | EEERSGSQTE |  | SEEESSEMDD |
| EDYERRRSEC |  | VSEMLDLEKQ |  | FSELKEKLFR |  | ERLSQLRLRL |  | EEVGAERAPE |
| YTEPLGGLQR |  | SLKIRIQVAG |  | IYKGFCLDVI |  | RNKYECELQG |  | AKQHLESEKL |
| LLYDTLQGEL |  | QERIQRLEED |  | RQSLDLSSEW |  | WDDKLHARGS |  | SRSWDSLPPS |
| KRKKAPLVSG |  | PYIVYMLQEI |  | DILEDWTAIK |  | KARAAVSPQK |  | RKSDGP     |

A: Аланін

C: Цистеїн

D: Аспарагінова кислота

E: Глутамінова кислота

F: Фенілаланін

G: Гліцин

H: Гістидин

I: Ізолейцин

K: Лізин

L: Лейцин

M: Метіонін

N: Аспарагін

P: Пролін

Q: Глутамін

R: Аргінін

S: Серин

T: Треонін

V: Валін

W: Триптофан

Кодований геном білок за функцією належить до репресорів. 
Задіяний у таких біологічних процесах, як апоптоз, транскрипція, регуляція транскрипції. 
Локалізований у цитоплазмі, ядрі.